# جاده ئی۱۳۴ اروپا
جاده ئی۱۳۴ اروپا (به انگلیسی: European route E134) یکی از جاده‌های درجه ۲ قاره اروپا است.
این جاده که در کشور نروژ قرار دارد، از شهر هاوگسوند شروع شده و در شهر درامن به پایان میرسد.